# Verona Automobile

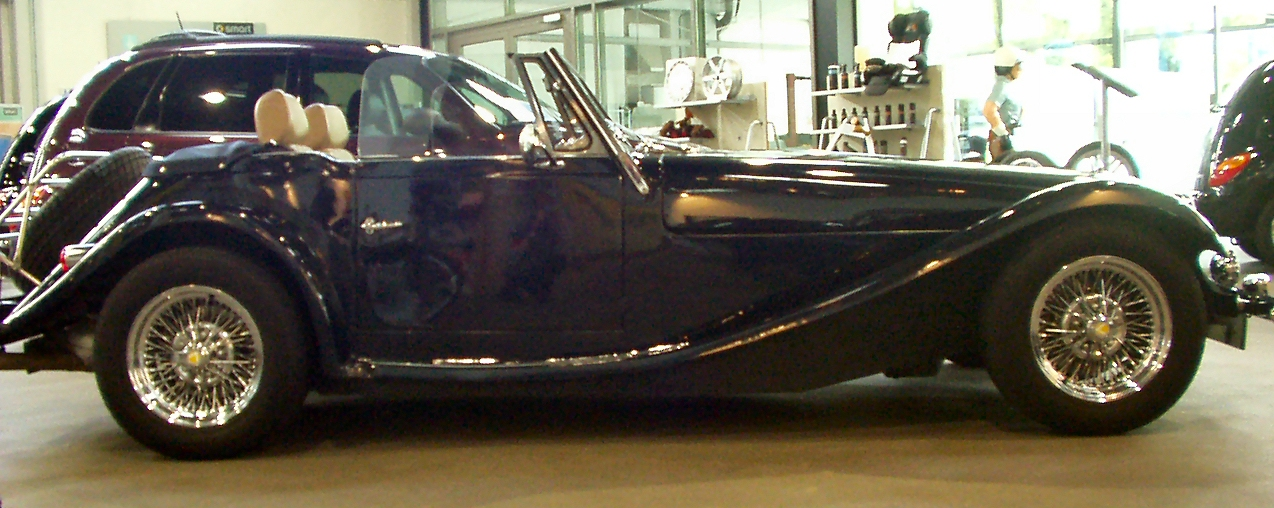
Verona Cabriolet

Die Verona Automobile AG, zuvor Verona Automobile GmbH & Co. KG und E.S.W. Automobile GmbH, war ein deutscher Hersteller von Automobilen.

## Unternehmensgeschichte
Jürgen Warmuth erwarb 1984 die Rechte an einer Roadsterkarosserie von Apollo Motor Cars aus den USA. Anschließend entwickelte er drei Jahre lang einen Gitterrohrrahmen. Er gründete am 31. März 1988 das Unternehmen Verona Automobile GmbH & Co. KG. Der Firmensitz war am Südring 18 in Aschaffenburg. Der Markenname lautete Verona. Am 14. Januar 1993 wurde die Firma aufgelöst. Bereits am 14. Januar 1992 wurde das neue Unternehmen E.S.W. Automobile GmbH gegründet. Ab Modelljahr 1995 war die Anschrift Bertastraße 3 in Aschaffenburg, und ab Modelljahr 1996 Emil-Geis-Straße 5 in Grünwald. Am 17. Oktober 1998 wurde das Unternehmen aus dem Handelsregister gelöscht. Im Modelljahr 1997 lautete die Firma Verona Automobile AG. Der letzte Eintrag in den Autokatalogen befindet sich im Modelljahr 1997. Die einzige bekannte Stückzahl lautet 30 hergestellte Exemplare bis Oktober 1995.

## Fahrzeuge
Das Unternehmen stellte offene Zweisitzer her. Für den Antrieb sorgten Sechs- und Achtzylindermotoren von BMW.
| Modelljahr | Modelle                                                           | Motorangaben | Preise                                                                                           | Quelle |
| ---------- | ----------------------------------------------------------------- | --- | ------------------------------------------------------------------------------------------------ | ------ |
| 1990       | Roadster und Cabriolet                                            | Sechszylindermotor, wahlweise als 2.5 mit 2500 cm³ Hubraum und 170 PS oder als 3.5 mit 3500 cm³ Hubraum mit 211 PS |                                                                                                  | [ 7 ]  |
| 1991       | Roadster und Cabriolet                                            | 2.5 und 3.5, Motordaten unverändert                                                                                | Roadster 2.5 66.990 DM, Cabriolet 2.5 69.890 DM, Roadster 3.5 76.955 DM, Cabriolet 3.5 79.855 DM | [ 8 ]  |
| 1992       | Roadster und Cabriolet                                            | 2.5 und 3.5, Motordaten unverändert                                                                                | Roadster 2.5 81.300 DM, Cabriolet 2.5 83.600 DM, Roadster 3.5 95.700 DM, Cabriolet 3.5 98.000 DM | [ 9 ]  |
| 1994       | Cabriolet                                                         | 3.5, Motordaten unverändert                                                                                        | 157.000 DM mit üppiger Ausstattung                                                               | [ 10 ] |
| 1995       | Roadster MM und Cabriolet                                         | 3.5, Motordaten unverändert                                                                                        |                                                                                                  | [ 3 ]  |
| 1996       | Mille Miglia Roadster, Mille Miglia Cabriolet und Luxus-Cabriolet | 3.5, Motordaten unverändert                                                                                        | Roadster 128.000 DM, Cabriolet 168.000 DM, Luxus-Cabriolet 168.000 DM                            | [ 4 ]  |
| 1997       | Mille Miglia Roadster, Mille Miglia Cabriolet und Luxus-Cabriolet | Achtzylindermotor, 3500 cm³ Hubraum, 236 PS                                                                        | Roadster 128.000 DM, Cabriolet 168.000 DM, Luxus-Cabriolet 168.000 DM                            | [ 5 ]  |

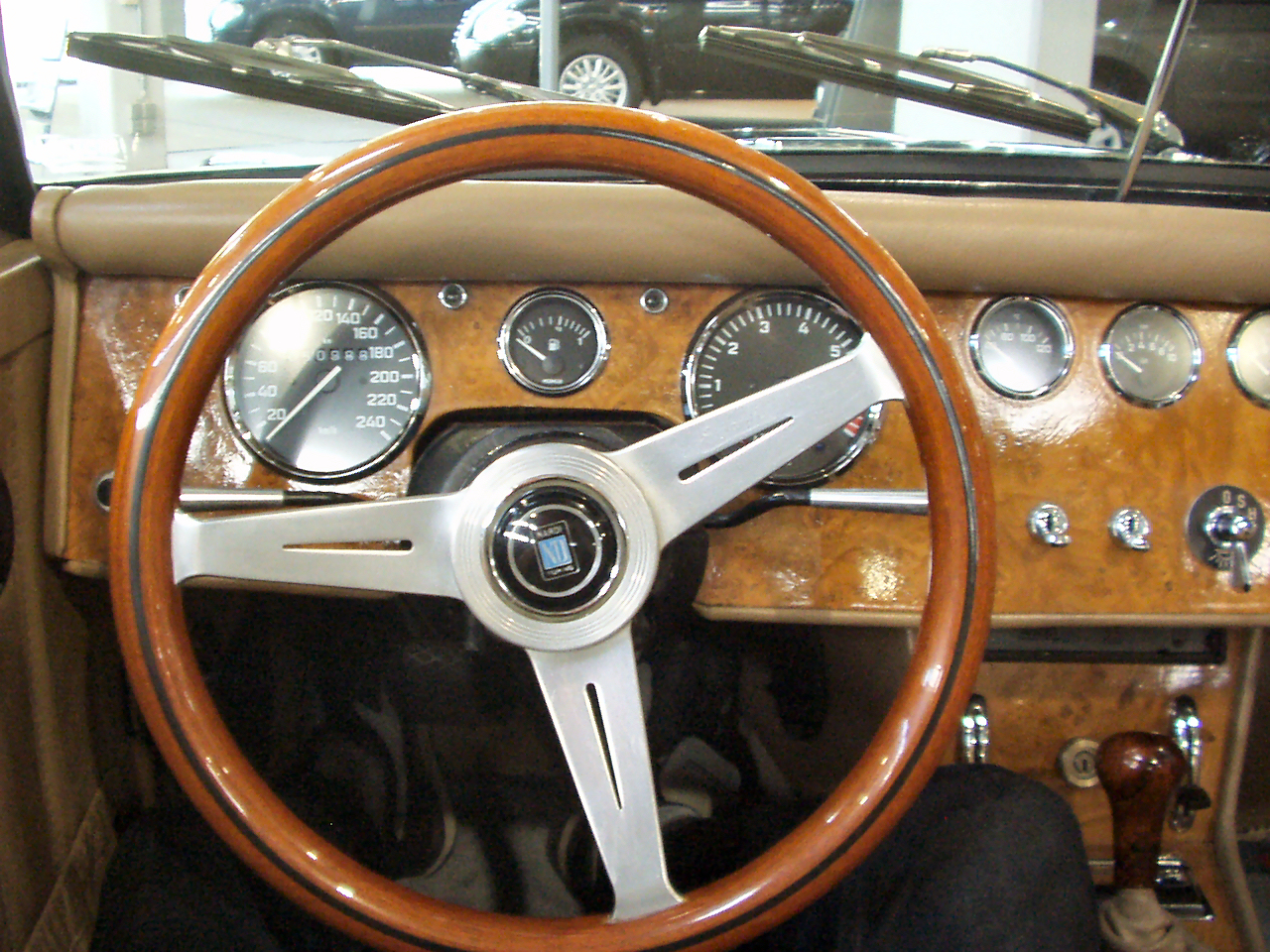
Cockpit
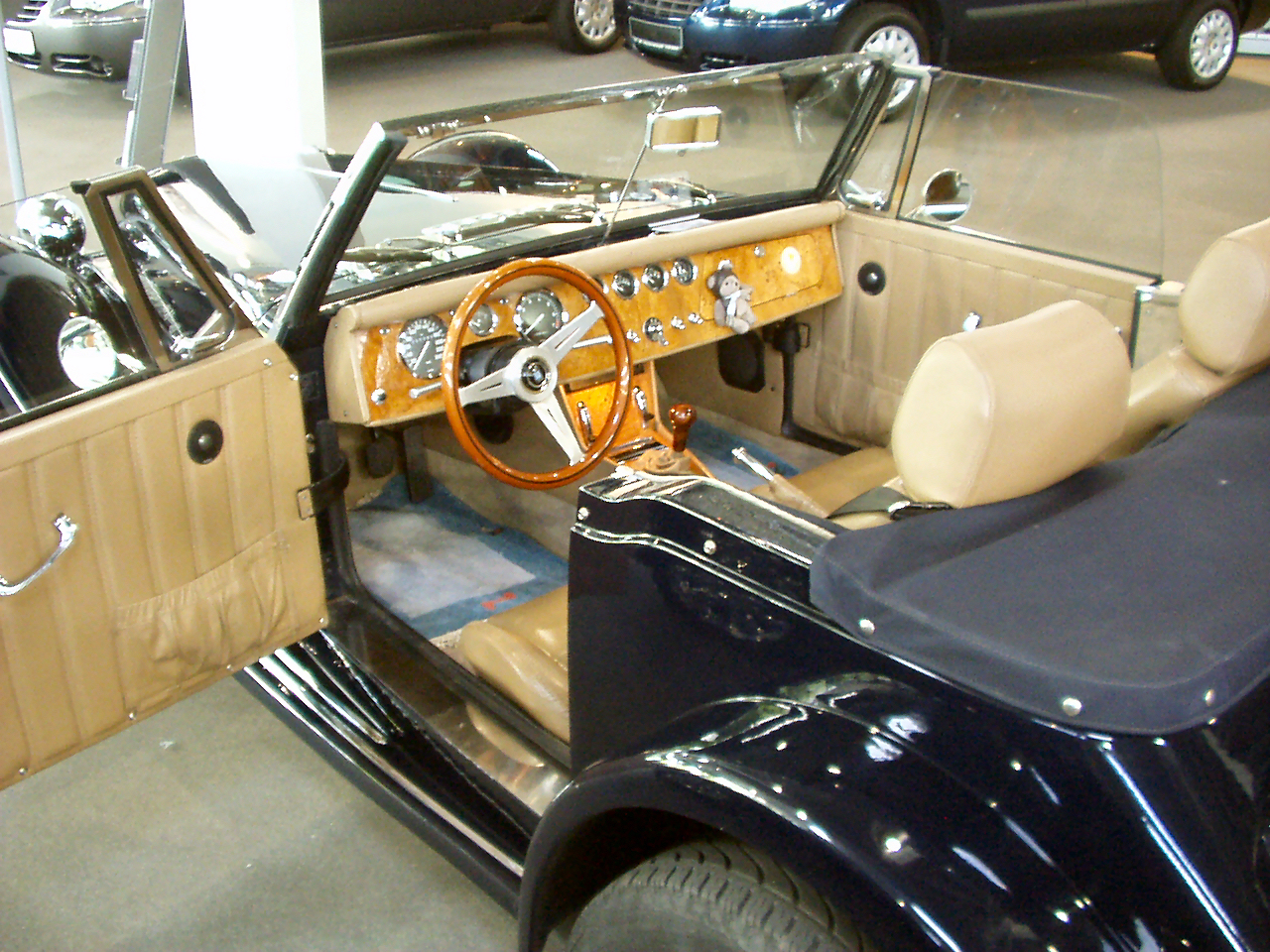
Blick in den Innenraum
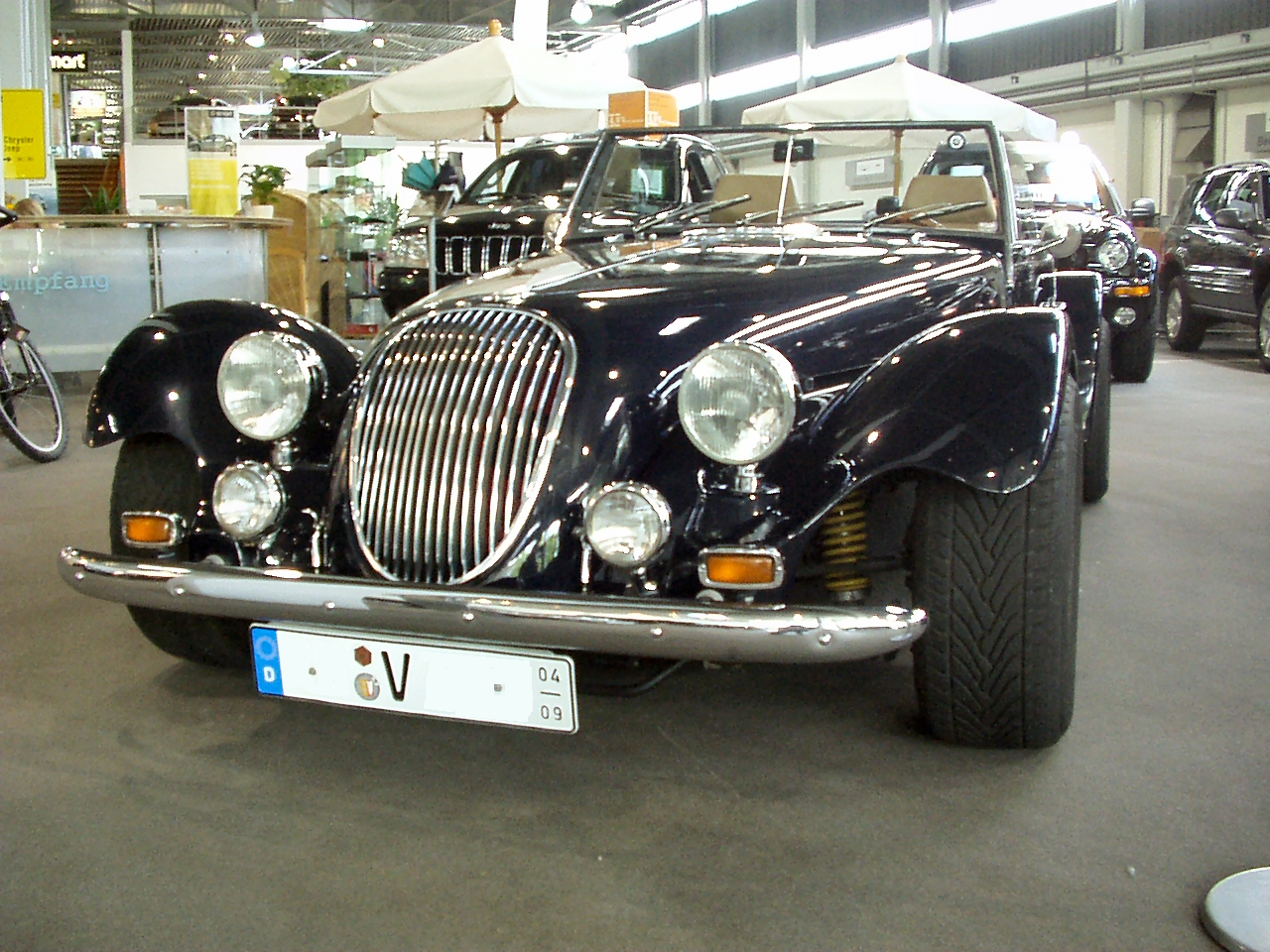
Frontansicht
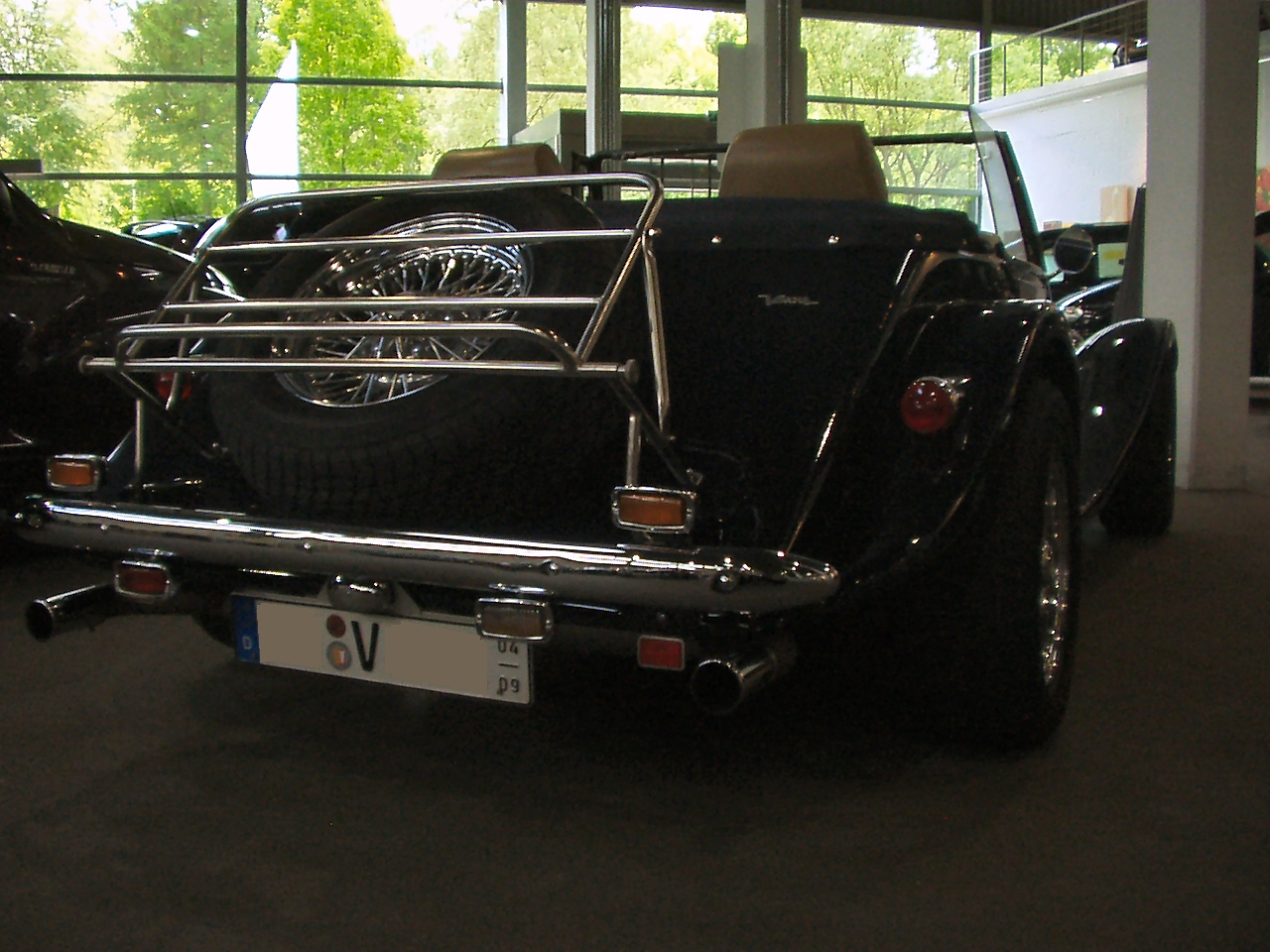
Heckansicht